# Élections législatives de 1898 dans l'Aveyron
Les élections législatives de 1898 ont eu lieu les 8 et 22 mai 1898.

## Députés élus
|   | Circonscription     | Député sortant |  | Groupe parlementaire | Député élu                    |  | Groupe parlementaire       |
| - | ------------------- | -------------- |  | -------------------- | ----------------------------- |  | -------------------------- |
| 1 | Espalion            |                |  |                      | Joseph Massabuau              |  | Républicains indépendants  |
| 2 | Millau              |                |  |                      | Gabriel Vidal de Saint-Urbain |  | Républicains progressistes |
| 3 | 1re de Rodez        |                |  |                      | Joseph Monsservin             |  | Républicains progressistes |
| 4 | 2e de Rodez         |                |  |                      | Édouard Gaffier               |  | Républicains progressistes |
| 5 | Saint-Affrique      |                |  |                      | Paul Fournol                  |  | Républicains progressistes |
| 6 | 1re de Villefranche |                |  |                      | Alfred Cibiel                 |  | Républicains indépendants  |
| 7 | 2e de Villefranche  |                |  |                      | Émile Maruéjouls              |  | Républicains progressistes |

## Résultats à l'échelle du département
| Partis         | Partis                                   | Premier tour | Premier tour | Deuxième tour | Deuxième tour | Sièges |
| Partis         | Partis                                   | Voix         | %            | Voix          | %             | Sièges |
| -------------- | ---------------------------------------- | ------------ | ------------ | ------------- | ------------- | ------ |
|                | Républicains progressistes               | 44 613       | 48,46        |               |               | 5      |
|                | Radicaux                                 | 30 324       | 32,94        | 6 321         | 48,77         | 0      |
|                | Monarchistes                             | 8 055        | 8,75         |               |               | 1      |
|                | Ralliés                                  | 4 422        | 4,80         | 6 639         | 51,22         | 1      |
|                | Parti ouvrier socialiste révolutionnaire | 4 048        | 4,40         |               |               | 0      |
|                | Socialistes                              | 532          | 0,58         | 0             |               |        |
|                | Divers                                   | 67           | 0,07         | 2             | 0,02          | 0      |
|                |                                          |              |              |               |               |        |
| Inscrits       | Inscrits                                 | 121 884      | 100,00       | 16 392        | 100,00        | 7      |
| Votants        | Votants                                  | 95 335       | 78,22        | 13 032        | 79,50         |        |
| Abstentions    | Abstentions                              | 26 550       | 21,78        | 3 360         | 20,50         |        |
| Blancs et nuls | Blancs et nuls                           | 3 274        | 3,43         | 70            | 0,54          |        |
| Exprimés       | Exprimés                                 | 92 061       | 96,57        | 12 962        | 99,46         |        |

## Résultats par arrondissement

### Arrondissement d'Espalion
| Candidat       | Candidat         | Parti                    | Premier tour | Premier tour | Deuxième tour | Deuxième tour |
| Candidat       | Candidat         | Parti                    | Voix         | %            | Voix          | %             |
| -------------- | ---------------- | ------------------------ | ------------ | ------------ | ------------- | ------------- |
|                | Louis Denayrouze | Radical                  | 4 749        | 37,23        | 6 321         | 48,77         |
|                | Joseph Massabuau | Rallié                   | 4 422        | 34,67        | 6 639         | 51,22         |
|                | Pierre Labarthe  | Républicain progressiste | 3 585        | 28,10        |               |               |
|                | Divers           | Divers                   |              |              | 2             | 0,02          |
|                |                  |                          |              |              |               |               |
| Inscrits       | Inscrits         | Inscrits                 | 16 428       | 100,00       | 16 392        | 100,00        |
| Votants        | Votants          | Votants                  | 12 815       | 78,01        | 13 032        | 79,50         |
| Abstention     | Abstention       | Abstention               | 3 613        | 21,99        | 3 360         | 20,50         |
| Blancs et nuls | Blancs et nuls   | Blancs et nuls           | 59           | 0,46         | 70            | 0,54          |
| Exprimés       | Exprimés         | Exprimés                 | 12 756       | 99,54        | 12 962        | 99,46         |

### Arrondissement de Millau
| Candidat       | Candidat                      | Parti                    | Premier tour | Premier tour |
| Candidat       | Candidat                      | Parti                    | Voix         | %            |
| -------------- | ----------------------------- | ------------------------ | ------------ | ------------ |
|                | Gabriel Vidal de Saint-Urbain | Républicain progressiste | 8 515        | 52,12        |
|                | Balitrand                     | Radical                  | 7 823        | 47,88        |
|                |                               |                          |              |              |
| Inscrits       | Inscrits                      | Inscrits                 | 20 020       | 100,00       |
| Votants        | Votants                       | Votants                  | 16 406       | 81,95        |
| Abstention     | Abstention                    | Abstention               | 3 614        | 18,05        |
| Blancs et nuls | Blancs et nuls                | Blancs et nuls           | 68           | 0,41         |
| Exprimés       | Exprimés                      | Exprimés                 | 16 338       | 99,59        |

### Arrondissement de Rodez

#### 1recirconscription
| Candidat       | Candidat          | Parti                    | Premier tour | Premier tour |
| Candidat       | Candidat          | Parti                    | Voix         | %            |
| -------------- | ----------------- | ------------------------ | ------------ | ------------ |
|                | Joseph Monsservin | Républicain progressiste | 7 307        | 53,17        |
|                | Louis Lacombe     | Radical                  | 6 377        | 46,40        |
|                | Divers            | Divers                   | 59           | 0,43         |
|                |                   |                          |              |              |
| Inscrits       | Inscrits          | Inscrits                 | 17 020       | 100,00       |
| Votants        | Votants           | Votants                  | 13 744       | 80,75        |
| Abstention     | Abstention        | Abstention               | 3 276        | 19,25        |
| Blancs et nuls | Blancs et nuls    | Blancs et nuls           | 1            | 0,01         |
| Exprimés       | Exprimés          | Exprimés                 | 13 743       | 99,99        |

##### 2ecirconscription
| Candidat       | Candidat          | Parti                    | Premier tour | Premier tour |
| Candidat       | Candidat          | Parti                    | Voix         | %            |
| -------------- | ----------------- | ------------------------ | ------------ | ------------ |
|                | Édouard Gaffier   | Républicain progressiste | 7 872        | 56,32        |
|                | Charles Caussanel | Radical                  | 6 105        | 43,68        |
|                |                   |                          |              |              |
| Inscrits       | Inscrits          | Inscrits                 | 17 812       | 100,00       |
| Votants        | Votants           | Votants                  | 14 042       | 78,83        |
| Abstention     | Abstention        | Abstention               | 3 770        | 21,17        |
| Blancs et nuls | Blancs et nuls    | Blancs et nuls           | 65           | 0,46         |
| Exprimés       | Exprimés          | Exprimés                 | 13 977       | 99,54        |

### Arrondissement de Saint-Affrique
| Candidat       | Candidat       | Parti                    | Premier tour | Premier tour |
| Candidat       | Candidat       | Parti                    | Voix         | %            |
| -------------- | -------------- | ------------------------ | ------------ | ------------ |
|                | Paul Fournol   | Républicain progressiste | 7 565        | 56,59        |
|                | Blancard       | Radical                  | 5 270        | 39,43        |
|                | Belugou        | Socialiste               | 532          | 3,98         |
|                |                |                          |              |              |
| Inscrits       | Inscrits       | Inscrits                 | 17 071       | 100,00       |
| Votants        | Votants        | Votants                  | 13 485       | 78,99        |
| Abstention     | Abstention     | Abstention               | 3 586        | 21,01        |
| Blancs et nuls | Blancs et nuls | Blancs et nuls           | 118          | 0,88         |
| Exprimés       | Exprimés       | Exprimés                 | 13 367       | 99,12        |

### Arrondissement de Villefranche

#### 1recirconscription
| Candidat       | Candidat       | Parti          | Premier tour | Premier tour |
| Candidat       | Candidat       | Parti          | Voix         | %            |
| -------------- | -------------- | -------------- | ------------ | ------------ |
|                | Alfred Cibiel  | Monarchiste    | 8 055        | 99,90        |
|                | Divers         | Divers         | 8            | 0,10         |
|                |                |                |              |              |
| Inscrits       | Inscrits       | Inscrits       | 14 556       | 100,00       |
| Votants        | Votants        | Votants        | 10 764       | 73,95        |
| Abstention     | Abstention     | Abstention     | 3 792        | 26,05        |
| Blancs et nuls | Blancs et nuls | Blancs et nuls | 2 701        | 25,09        |
| Exprimés       | Exprimés       | Exprimés       | 8 063        | 74,91        |

#### 2ecirconscription
| Candidat       | Candidat         | Parti                    | Premier tour | Premier tour |
| Candidat       | Candidat         | Parti                    | Voix         | %            |
| -------------- | ---------------- | ------------------------ | ------------ | ------------ |
|                | Émile Maruéjouls | Républicain progressiste | 9 769        | 70,70        |
|                | Jean Allemane    | POSR                     | 4 048        | 29,30        |
|                |                  |                          |              |              |
| Inscrits       | Inscrits         | Inscrits                 | 18 977       | 100,00       |
| Votants        | Votants          | Votants                  | 14 079       | 74,19        |
| Abstention     | Abstention       | Abstention               | 4 898        | 25,81        |
| Blancs et nuls | Blancs et nuls   | Blancs et nuls           | 262          | 1,86         |
| Exprimés       | Exprimés         | Exprimés                 | 13 817       | 98,14        |